# Самашев, Зайнолла Самашевич
Зайнолла Самашев (род. 17 ноября 1947, Бестерек, Восточно-Казахстанская область) — советский и казахстанский историк и археолог, доктор исторических наук (2010), директор филиала Института археологии в Астане (2010—2012).
Руководитель многих научных археологических экспедиций; признанный специалист по петроглифам Казахстана.
Автор более 200 научных работ, посвящённых вопросам археологии, истории и культуры народов Центральной Азии; публиковался в Казахстане, России, КР, Франции, США.
Член-корреспондент Германского археологического института.
С 2012 — «Советник по научно-организационной деятельности».

## Биография
- 1970 — выпускник исторического факультета Усть-Каменогорского пединститута;
- 1970 — учитель истории;
- 1980 — лаборант Института истории, археологии и этнографии АН КазССР
- 1985 — кандидат исторических наук, тема диссертации: «Наскальные изображения Верхнего Прииртышья»;
- 1988 — заведующий отделом первобытной археологии Института истории, археологии и этнографии АН КазССР;
- 1991 — заведующий отделом по изучению древнего искусства Института археологии КН МОН РК;
- 2001 — лауреат платиновой премии «Тарлан» в области наук за вклад в исследования Берельских курганов;
- 2010 — доктор исторических наук, тема диссертации: «Наскальные изображения Казахстана как исторический источник»;
- 2010 — директор филиала Института археологии в Астане;
- 2012 — советник по научно-организационной деятельности[2].

## Научный вклад
С 1967 года Зайнолла Самашев участвовал в археологических экспедициях, собиравших материалы по древней истории Казахстана. Сначала при его участии, — а с 1980-х и под его руководством, — изучались памятники эпохи неолита, бронзы, раннего железа, сакской культуры и культур раннего средневековья (наскальные изображения, стоянки, селища, могильники, курганы). Многие из них были научно исследованы и описаны впервые. Объём и качество собранных во время этих экспедиций и введённых в научный оборот материалов привлекли внимание археологов и востоковедов.
Особенно заметен вклад З. С. Самашева в изучение петроглифов Казахстана. В его работах собраны и академически рассмотрены как разрозненные данные, имевшиеся по этому вопросу до него, так и обширные данные, собранные при его участии. Благодаря многочисленным публикациям Самашева изучение наскальных изображений Центральной Азии получило ощутимый прилив научного интереса и вышло на новый уровень обеспеченности. Позднейшие публикации казахских, а иногда и зарубежных учёных, посвящённые вопросам графической археологии в Казахстане, как правило, содержат ссылки на его труды.
За вклад в изучение Берельских курганов и открытие нового метода сохранения предметов из древесины, добытых при археологических раскопках, в 2001 году З. С. Самашев был удостоен премии «Тарлан» высшей (платиновой) категории. По результатам возглавлявшихся им берельских экспедиций правительством принято решение создать Государственный историко-культурный музей-заповедник «Берель». Также, по результатам раскопок в районе древней столицы ногайской орды, Сарайчика, и боралдайских курганов под Алматой, будут образованы государственные «археологические парки».
З. С. Самашев — научный эксперт по древней истории Казахстана, член редколлегии журнала «Қазақ тарихы» («История Казахстана») и Наблюдательного совета государственной программы «Культурное наследие».

### Основные труды
- Самашев З. «Наскальные изображения Верхнего Прииртышья». — Алма-Ата: Гылым, 1992. — 288 с.
- Самашев З., Базарбаева Г., Джумабекова Г., Сунгатай С. «Berel-Берел. Альбом». — Алматы. 2000. — 50 с. — Общественный фонд поддержки историко-археологических памятников и культурного наследия «Берел».
- Самашев З., Марсадолов Л. С. «Изучения археологических памятников Западного Алтая». — Санкт-Петербург: ООО «Копи Р», 2000. — 79 с.
- Самашев 3., Фаизов К. Ш., Базарбаева Г. А. «Археологические памятники и полепочвы Казахского Алтая». — Алматы. — 2001. — 108 с.: ил.
- Тасмагамбетов И., Самашев З. «Сарайчик». — Алматы: ОФ «Берел». 2001. — 320 с. (на каз., рус., англ. языках).
- K. Tashbayeva, M. Khujanazarov, V. Ranov, Z. Samashev. «Petrogliphs of Central Azia» / Translated by O. Titova. — B.: — 2001. — 220 pp.
- Самашев З., Ахметкалиев Р., Алтынбеков К. «Консервация и реставрация деградированной древесины берельского кургана № 11». — Алматы: 2004. — 96с., ил.
- Самашев З., Толеубаев А., Джумабекова Г. «Сокровища степных вождей». Алматы: ОФ «Берел», 2004. — 176 с. (каз. яз, англ. яз., рус. яз.).
- Самашев З., Мыльников В. П. «Деревообработка у древних скотоводов Казахского Алтая (материалы комплексного анализа деревянных предметов из кургана 11 могильника Берел)». — Алматы: ОФ «Берел», 2004. — 312 с. (на англ. рус. яз).
- Самашев З., Жетібаев Ж. «Қазақ петроглифтері» (көне тамыры мен сабақтастығы) — Алматы: «Иль-Тех-Кітап». 2005. — 134 бет.
- Кашкинбаев К., Самашев З. «Лошади древних кочевников Казахского Алтая». — Алматы. 2005. — 129 с.
- Горбунов А. П., Самашев З., Северский Э. В. «Сокровища мерзлых курганов Казахского Алтая (по материалам могильника Берел)». — Алматы: ТОО Иль-Тех-Кітап, 2005, — 114 стр.
- Самашев З., Джумабекова Г., Нурпейсов М., Чотбаев А. «Древности Алматы: Курганы Боролдая». — Алматы, 2006. — 216 с.
- Самашев З., Бурнаешва Р., Базылхан Н., Плахов. «Монеты Сарайчика». — Алматы, 2005, — 184 с.
- Самашев З. «Петроглифы Казахстана». — Алматы, 2006. — 200с.
- Самашев З., Ермолаева А., Кущ Г. «Древние сокровища казахского Алтая». — Алматы: Издательство «Өнер», 2008. — 200 с.
- Самашев З., Кушербаев К., Аманшаев Е., Астафьев А. «Сокровища Устюрта и Манкыстау». — Алматы, 2007. — 400 с.
- Самашев 3., Джумабекова Г., Базарбаева Г., Онгар А. «Древнее золото Казахстана». — Алматы, 2007. — 160 с.
- Самашев З., Кузнецова О., Плахов В. «Керамика Сарайчика». — Алматы, 2008. — 264 с.
- Самашев З., Базылхан Н., Самашев С. «Древнетюркские тамги». — Алматы: АО «АБДИ Компани», 2010. — 168 с.
- Самашев З., Сапашев О., Оралбай Е., Төлегенов Е., Исин А., Сайлаубай Е. «Памятники монументального искусства Восточного Казахстана (древность и средневековье)». — Алматы: ТОО «Археология», 2010. — 216 с.
- Самащев З. «Берел». — Алматы: Издательский дом «Таймас», 2011. — 236 с.
- Самашев З., Онгар А., Оралбай Е., Киясбек Г. «Храм-святилище — Кызылуийк». — Астана: Издательская группа ТОО «Археология», 2011. — 200 с.
- Самашев З., Чжан Со Хо, Боковенко Н., Мургабаев С. «Наскальное искусство Казахстана». — Сеул, 2011. — 462 с. (на корейском и русском языках)
- Самашев З. «Наскальные изображения Жетысу. Баянжурек». — Астана: Издательская группа ф-ла Института археологии им. А. Х. Маргулана в г. Астана, 2012. — 240 с.
- Самашев З. «Древнетюркская графика». — Астана: Prosper Print, 2013. — 316 с.
- Самашев З. «Казахское искусство». — в 5-ти т. — Алматы: Елнұр, 2013. — С. 240. Т. І: Древнее искусство

## Награды
- 2001 — лауреат платиновой премии «Тарлан» в области наук за вклад в исследования Берельских курганов
- 2003 — Заслуженный деятель Республики Казахстана[4]
- 2017 — Орден Парасат